# Lijst van voetbalinterlands Oeganda - Senegal
Deze lijst van voetbalinterlands is een overzicht van alle officiële voetbalwedstrijden tussen de nationale teams van Oeganda en Senegal. De Afrikaanse landen speelden tot op heden zeven keer tegen elkaar, te beginnen met een kwalificatiewedstrijd voor de Afrika Cup 2002 op 13 januari 2001 in Kampala. Het laatste duel, een groepswedstrijd tijdens hgt African Championship of Nations 2022, vond plaats in Annaba (Algerije) op 18 januari 2023.

## Wedstrijden
| № | Plaats    | Datum            | Competitie                           | Wedstrijd         | Uitslag |
| - | --------- | ---------------- | ------------------------------------ | ----------------- | ------- |
| 1 | Kampala   | 13 januari 2001  | Afrika Cup 2002 kwalificatie         | Oeganda – Senegal | 1 – 1   |
| 2 | Dakar     | 24 maart 2001    | Afrika Cup 2002 kwalificatie         | Senegal – Oeganda | 3 – 0   |
| 3 | Kampala   | 9 juni 2012      | WK 2014 kwalificatie                 | Oeganda – Senegal | 1 – 1   |
| 4 | Marrakesh | 7 september 2013 | WK 2014 kwalificatie                 | Senegal − Oeganda | 1 − 0   |
| 5 | Dakar     | 5 juni 2017      | Vriendschappelijk                    | Senegal − Oeganda | 0 − 0   |
| 6 | Caïro     | 5 juli 2019      | Afrika Cup 2019                      | Oeganda − Senegal | 0 − 1   |
| 7 | Annaba    | 18 januari 2023  | African Championship of Nations 2022 | Senegal − Oeganda | 0 − 1   |

## Samenvatting
| Competitie                      | Totaal gespeeld | Winst Oeganda | Gelijk | Winst Senegal | Doelsaldo Oeganda – Senegal |
| ------------------------------- | --------------- | ------------- | ------ | ------------- | --------------------------- |
| WK-kwalificatie                 | 2               | 0             | 1      | 1             | 1 − 2                       |
| Afrika Cup                      | 1               | 0             | 0      | 1             | 0 − 1                       |
| Afrika Cup-kwalificatie         | 2               | 0             | 1      | 1             | 1 − 4                       |
| African Championship of Nations | 1               | 1             | 0      | 0             | 1 − 0                       |
| Vriendschappelijk               | 1               | 0             | 1      | 0             | 0 − 0                       |
| Totaal                          | 7               | 1             | 3      | 3             | 3 − 7                       |

FUFA · 
A-internationals · 
Oegandees vrouwenelftal
Algerije ·
Angola ·
Bahrein ·
Benin ·
Botswana ·
Burkina Faso ·
Burundi ·
Centraal-Afrikaanse Republiek ·
Comoren ·
Congo-Brazzaville ·
Congo-Kinshasa ·
Djibouti ·
Ecuador ·
Egypte ·
Eritrea ·
Ethiopië ·
Gabon ·
Gambia ·
Ghana ·
Guinee ·
Guinee-Bissau ·
IJsland ·
Irak ·
Iran ·
Ivoorkust ·
Jemen ·
Kaapverdië ·
Kameroen ·
Kenia ·
Koeweit ·
Lesotho ·
Libanon ·
Liberia ·
Libië ·
Madagaskar ·
Malawi ·
Mali ·
Marokko ·
Mauritanië ·
Mauritius ·
Moldavië ·
Mozambique ·
Namibië ·
Niger ·
Nigeria ·
Oezbekistan ·
Rwanda ·
Saoedi-Arabië ·
Sao Tomé en Principe ·
Senegal ·
Seychellen ·
Slowakije · 
Soedan ·
Somalië ·
Tadzjikistan ·
Tanzania ·
Togo ·
Tsjaad ·
Tunesië ·
Turkmenistan ·
Zambia ·
Zimbabwe ·
Zuid-Afrika ·
Zuid-Soedan
FSF · 
A-internationals · 
Bondscoaches · Selecties · Senegalees vrouwenelftal · 
Olympisch elftal
1960 – 1969 · 
1970 – 1979 · 
1980 – 1989 · 
1990 – 1999 · 
2000 – 2009 · 
2010 – 2019 · 
2020 – 2029
WK 2002 · 
WK 2018 ·
WK 2022
OS 2012
1959 · 
1960 · 
1961 · 
1962 · 
1963 · 
1964 · 
1965 · 
1966 · 
1967 · 
1968 · 
1969 · 
1970 · 
1971 · 
1972 · 
1973 · 
1974 · 
1975 · 
1976 · 
1977 · 
1978 · 
1979 · 
1980 · 
1981 · 
1982 · 
1983 · 
1984 · 
1985 · 
1986 · 
1987 · 
1988 · 
1989 · 
1990 · 
1991 · 
1992 · 
1993 · 
1994 · 
1995 · 
1996 · 
1997 · 
1998 · 
1999 · 
2000 · 
2001 · 
2002 · 
2003 · 
2004 · 
2005 · 
2006 · 
2007 · 
2008 · 
2009 · 
2010 · 
2011 · 
2012 · 
2013 · 
2014 ·
2015 ·
2016 ·
2017 ·
2018 ·
2019 ·
2020 ·
2021 ·
2022 ·
2023
Algerije ·
Angola ·
Benin ·
Bolivia ·
Bosnië en Herzegovina ·
Botswana ·
Brazilië ·
Burkina Faso ·
Burundi ·
Centraal-Afrikaanse Republiek ·
Chili ·
China ·
Colombia · 
Congo-Brazzaville ·
Congo-Kinshasa ·
Denemarken ·
Ecuador ·
Egypte ·
Engeland ·
Equatoriaal-Guinea ·
Eritrea ·
Ethiopië ·
Frankrijk ·
Gabon ·
Gambia ·
Ghana ·
Griekenland ·
Guinee ·
Guinee-Bissau ·
Indonesië ·
Iran ·
Ivoorkust ·
Japan ·
Kaapverdië ·
Kameroen ·
Kenia ·
Kosovo ·
Kroatië · 
Lesotho ·
Liberia ·
Libië ·
Luxemburg ·
Madagaskar ·
Malawi ·
Maleisië ·
Mali ·
Marokko ·
Mauritanië ·
Mauritius ·
Mexico ·
Mozambique ·
Namibië ·
Nederland ·
Niger ·
Nigeria ·
Noorwegen ·
Oeganda ·
Oezbekistan ·
Oman ·
Polen ·
Qatar ·
Rwanda ·
Saoedi-Arabië ·
Sierra Leone ·
Soedan ·
Swaziland ·
Tanzania ·
Togo ·
Tunesië ·
Turkije ·
Uruguay ·
Verenigde Arabische Emiraten ·
Zambia ·
Zimbabwe ·
Zuid-Afrika ·
Zuid-Korea ·
Zuid-Soedan ·
Zweden
Algerije (2019, 2) ·
Colombia (2018) ·
Denemarken (2002) ·
Engeland (2022) ·
Frankrijk (2002) ·
Japan (2018) ·
Nederland (2022) ·
Polen (2018) ·
Uruguay (2002)